# Allemagne aux Jeux olympiques d'été de 2012
L'Allemagne participe aux Jeux olympiques d'été de 2012 à Londres au Royaume-Uni du 27 juillet au 12 août 2012. Il s'agit de sa 15e participation à des Jeux olympiques d'été.

## Médailles

### Médailles d'or
| Sport               | Discipline                     | Athlète(s) | Performance    | Date       |
| Médailles d'or : 11 |                                | |                |            |
| Athlétisme          | Lancer du disque hommes        | Robert Harting | 68,27 m        | 7 août     |
| Aviron              | Huit hommes                    | Filip Adamski Andreas Kuffner Eric Johannesen Maximilian Reinelt Richard Schmidt Lukas Müller Florian Mennigen Kristof Wilke Martin Sauer | 5 min 48 s 75  | 1er août   |
| Aviron              | Quatre de couple hommes        | Karl Schulze Philipp Wende Lauritz Schoof Tim Grohmann | 5 min 42 s 48  | 3 août     |
| Beach-volley        | Tournoi masculin               | Julius Brink Jonas Reckermann |                | 9 août     |
| Canoë-kayak         | C1 1000 mètres hommes          | Sebastian Brendel | 3 min 47 s 176 | 8 août     |
| Canoë-kayak         | C2 1000 mètres hommes          | Peter Kretschmer Kurt Kuschela | 3 min 33 s 804 | 9 août     |
| Canoë-kayak         | K2 500 mètres femmes           | Franziska Weber Tina Dietze | 1 min 42 s 213 | 9 août     |
| Cyclisme sur piste  | Vitesse par équipes féminine   | Kristina Vogel Miriam Welte | 32 s 798       | 2 août     |
| Équitation          | Concours complet (par équipes) | Peter Thomsen Dirk Schrade Ingrid Klimke Sandra Auffarth Michael Jung | 133,70 pts     | 31 juillet |
| Équitation          | Concours complet (individuel)  | Michael Jung | 40,6 pts       | 31 juillet |
| Hockey sur gazon    | Tournoi masculin               | Maximilian Müller Martin Haner Oskar Deecke Christopher Wesley Moritz Fürste Tobias Hauke Jan-Philipp Rabente Benjamin Wess Timo Wess Oliver Korn Christopher Zeller Max Weinhold Matthias Witthaus Florian Fuchs Philipp Zeller Thilo Stralkowski | 2 - 1          | 11 août    |

### Médailles d'argent
| Sport                   | Discipline                         | Athlète(s)                                                           | Performance       | Date       |
| Médailles d'argent : 20 |                                    |                                                                      |                   |            |
| Athlétisme              | Lancer du poids hommes             | David Storl                                                          | 21,86 m           | 3 août     |
| Athlétisme              | Heptathlon                         | Lilly Schwarzkopf                                                    | 6 649 points      | 4 août     |
| Athlétisme              | Lancer du marteau femmes           | Betty Heidler                                                        | 77,13 m           | 10 août    |
| Athlétisme              | Lancer du javelot femmes           | Christina Obergföll                                                  | 65,16 m           | 10 août    |
| Athlétisme              | Saut à la perche hommes            | Björn Otto                                                           | 5,91 m            | 10 août    |
| Aviron                  | Quatre de couple femmes            | Annekatrin Thiele Carina Bär Julia Richter Britta Oppelt             |                   | 1er août   |
| Canoë-kayak             | K4 500 mètres femmes               | Carolin Leonhardt Franziska Weber Katrin Wagner-Augustin Tina Dietze | 1 min 30 s 827    | 8 août     |
| Canoë-kayak             | C1 hommes                          | Sideris Tasiadis                                                     | 98 s 09           | 31 juillet |
| Cyclisme sur piste      | Keirin hommes                      | Maximilian Levy                                                      |                   | 7 août     |
| Cyclisme sur route      | Contre-la-montre femmes            | Judith Arndt                                                         | 37 min 50 s 29    | 1er août   |
| Cyclisme sur route      | Contre-la-montre hommes            | Tony Martin                                                          | 51 min 21 s 54    | 1er août   |
| Équitation              | Dressage par équipes               | Dorothee Schneider Kristina Sprehe Helen Langehanenberg              | 78,216            | 7 août     |
| Escrime                 | Épée féminine individuelle         | Britta Heidemann                                                     |                   | 30 juillet |
| Gymnastique artistique  | Concours général individuel hommes | Marcel Nguyen                                                        | 91,031            | 1er août   |
| Gymnastique artistique  | Barres parallèles hommes           | Marcel Nguyen                                                        | 15,800            | 7 août     |
| Gymnastique artistique  | Barre fixe hommes                  | Fabian Hambüchen                                                     | 16,400            | 7 août     |
| Judo                    | Moins de 81 kg hommes              | Ole Bischof                                                          |                   | 31 juillet |
| Judo                    | Moins de 70 kg femmes              | Kerstin Thiele                                                       |                   | 1er août   |
| Natation                | 10 km hommes                       | Thomas Lurz                                                          | 1 h 49 min 58 s 5 | 10 août    |
| VTT                     | Cross-country féminin              | Sabine Spitz                                                         | 1 h 31 min 54 s   | 11 août    |

### Médailles de bronze
| Sport                    | Discipline                    | Athlète(s)                                                        | Performance    | Date       |
| Médailles de bronze : 13 |                               |                                                                   |                |            |
| Athlétisme               | Lancer du javelot femmes      | Linda Stahl                                                       | 64,91 m        | 9 août     |
| Athlétisme               | Saut à la perche hommes       | Raphael Holzdeppe                                                 | 5,91 m         | 10 août    |
| Canoë-kayak              | K1 1000 mètres hommes         | Max Hoff                                                          | 3 min 27 s 759 | 8 août     |
| Canoë-kayak              | K2 1000 mètres hommes         | Martin Hollstein Andreas Ihle                                     | 3 min 10 s 117 | 8 août     |
| Canoë-kayak              | K1 hommes                     | Hannes Aigner                                                     | 94 s 92        | 1er août   |
| Cyclisme sur piste       | Vitesse masculine par équipes | René Enders Maximilian Levy Robert Förstemann                     | 43 s 209       | 2 août     |
| Équitation               | Concours complet (individuel) | Sandra Auffarth                                                   | 44,8 points    | 31 juillet |
| Escrime                  | Fleuret masculin par équipes  | Sebastian Bachmann Peter Joppich Benjamin Kleibrink Andre Wessels | 45 - 27        | 3 août     |
| Judo                     | Moins de 100 kg hommes        | Dimitri Peters                                                    | 2 waza-ari     | 2 août     |
| Judo                     | Plus de 100 kg hommes         | Andreas Toelzer                                                   | waza-ari       | 3 août     |
| Taekwondo                | Moins de 67 kg femmes         | Helena Fromm                                                      | 8 - 2          | 10 août    |
| Tennis de table          | Simple hommes                 | Dimitrij Ovtcharov                                                | 4 - 2          | 2 août     |
| Tennis de table          | Par équipes hommes            | Timo Boll Dimitrij Ovtcharov Bastian Steger                       | 3 - 1          | 8 août     |

## Aviron
Hommes
| Athlète | Compétition                      | Séries | Séries | Repêchage | Repêchage | Quarts de finale | Quarts de finale | Demi-finales | Demi-finales | Finales | Finales |
| Athlète | Compétition                      | Temps  | Rang   | Temps     | Rang      | Temps            | Rang             | Temps        | Rang         | Temps   | Rang    |
| --- | -------------------------------- | ------ | ------ | --------- | --------- | ---------------- | ---------------- | ------------ | ------------ | ------- | ------- |
| Marcel Hacker | Skiff                            |        |        |           |           |                  |                  |              |              |         |         |
| Anton Braun Felix Drahotta | Deux sans barreur                |        |        |           |           | NC               | NC               |              |              |         |         |
| Eric Knittel Stephan Krüger | Deux de couple                   |        |        |           |           | NC               | NC               |              |              |         |         |
| Lars Hartig Linus Lichtschlag | Deux de couple poids légers      |        |        |           |           | NC               | NC               |              |              |         |         |
| Gregor Hauffe Urs Käufer Sebastian Schmidt Toni Seifert                                                                                   | Quatre sans barreur              |        |        |           |           | NC               | NC               |              |              |         |         |
| Tim Grohmann Lauritz Schoof Karl Schulze Philipp Wende                                                                                    | Quatre de couple                 |        |        |           |           | NC               | NC               |              |              |         |         |
| Jochen Kühner Martin Kühner Bastian Seibt Lars Wichert                                                                                    | Quatre sans barreur poids légers |        |        |           |           | NC               | NC               |              |              |         |         |
| Filip Adamski Eric Johannesen Andreas Kuffner Florian Mennigen Lukas Müller Maximilian Reinelt Martin Sauer Richard Schmidt Kristof Wilke | Huit                             |        |        |           |           | NC               | NC               | NC           | NC           |         |         |

Femmes
| Athlète | Compétition                 | Séries | Séries | Repêchage | Repêchage | Quarts de finale | Quarts de finale | Demi-finales | Demi-finales | Finales | Finales |
| Athlète | Compétition                 | Temps  | Rang   | Temps     | Rang      | Temps            | Rang             | Temps        | Rang         | Temps   | Rang    |
| --- | --------------------------- | ------ | ------ | --------- | --------- | ---------------- | ---------------- | ------------ | ------------ | ------- | ------- |
| Marie-Louise Dräger | Skiff                       |        |        |           |           |                  |                  |              |              |         |         |
| Kerstin Hartmann Marlene Sinnig | Deux sans barreur           |        |        |           |           | NC               | NC               | NC           | NC           |         |         |
| Tina Manker Stephanie Schiller | Deux de couple              |        |        |           |           | NC               | NC               | NC           | NC           |         |         |
| Lena Müller Anja Noske | Deux de couple poids légers |        |        |           |           | NC               | NC               |              |              |         |         |
| Carina Bär Britta Oppelt Julia Richter Annekatrin Thiele                                                                                  | Quatre de couple            |        |        |           |           | NC               | NC               | NC           | NC           |         |         |
| Nadja Drygalla Julia Lepke Kathrin Marchand Daniela Schulze Ronja Schütte Laura Schwensen Ulrike Sennewald Constanze Siering Katrin Thiem | Huit                        |        |        |           |           | NC               | NC               | NC           | NC           |         |         |

## Badminton
| Athlète                             | Compétition      | Phase de groupe                        | Phase de groupe                           | Phase de groupe  | Phase de groupe | 8e de finale                                   | Quarts de finale               | Demi-finales     | Finale           | Finale |
| Athlète                             | Compétition      | Adversaire Score                       | Adversaire Score                          | Adversaire Score | Rang            | Adversaire Score                               | Adversaire Score               | Adversaire Score | Adversaire Score | Rang   |
| ----------------------------------- | ---------------- | -------------------------------------- | ----------------------------------------- | ---------------- | --------------- | ---------------------------------------------- | ------------------------------ | ---------------- | ---------------- | ------ |
| Marc Zwiebler                       | Simple messieurs | Mohamed Ajfan Rasheed (MDV) 21:9, 21:6 | Dmytro Zavadsky (UKR) 17:21, 21:10, 21:16 | -                | 1 Q             | Chen Jin (CHN) 21:19, 12:21, 9:21 (éliminé)    | -                              | -                | -                | 9      |
| Ingo Kindervater Johannes Schöttler | Double messieurs | Bai/Fu (CHN) 20:21, 16:21              | Smith/Warf (AUS) 21:13, 21:14             |                  | 3               | NC                                             | -                              | -                | -                | 9      |
| Juliane Schenk                      | Simple dames     | Kristina Ludikova (CZE) 21:18, 21:14   | Larisa Griga (UKR) 21:12, 21:14           |                  | 1 Q             | Ratchanok Intanon (THA) 16:21, 16:21 (éliminé) | -                              | -                | -                | 9      |
| Michael Fuchs Birgit Michels        | Double mixte     | Zhamg/Zhao (CHN) 6:21, 7:21            | Adcock/Bankier (GBR) 21:15, 12:21, 21:19  | -                | 2 Q             | NC                                             | Ahmad/Natsir (INA) 15:21, 9:21 | -                | -                | 5      |

## Cyclisme

### Cyclisme sur route
En cyclisme sur route, l'Allemagne a qualifié cinq hommes et quatre femmes.
L'équipe masculine est composée de Tony Martin, André Greipel, Bert Grabsch, John Degenkolb et Marcel Sieberg. Les cinq coureurs disputent la course en ligne. Tony Martin et Bert Grabsch prennent également part au contre-la-montre.
L'équipe féminine est composée de Judith Arndt, Charlotte Becker, Ina-Yoko Teutenberg et Trixi Worrack.
Hommes
| Athlète        | Compétition      | Temps           | Rang |
| -------------- | ---------------- | --------------- | ---- |
| John Degenkolb | Course en ligne  | 5 h 48 min 49 s | 105e |
| Bert Grabsch   | Course en ligne  | 5 h 46 min 47 s | 95e  |
| Bert Grabsch   | Contre-la-montre | 53 min 18 s 04  | 8e   |
| André Greipel  | Course en ligne  | 5 h 46 min 37 s | 27e  |
| Tony Martin    | Course en ligne  | DNF             | /    |
| Tony Martin    | Contre-la-montre | 51 min 21 s 54  | 2e   |
| Marcel Sieberg | Course en ligne  | 5 h 47 min 08 s | 102e |

Femmes
| Athlète             | Compétition      | Temps           | Rang |
| ------------------- | ---------------- | --------------- | ---- |
| Judith Arndt        | Course en ligne  | 3 h 36 min 28 s | 37e  |
| Judith Arndt        | Contre-la-montre | 37 min 50 s 27  | 2e   |
| Charlotte Becker    | Course en ligne  | hors délais     | /    |
| Ina-Yoko Teutenberg | Course en ligne  | 3 h 35 min 56 s | 4e   |
| Trixi Worrack       | Course en ligne  | 3 h 36 min 04 s | 33e  |
| Trixi Worrack       | Contre-la-montre | 39 min 20 s 73  | 9e   |

### Cyclisme sur piste
Vitesse
| Athlète                                                                                                  | Compétition                 | Qualification | Séries                   | Quarts de finale         | Demi-finales             | Finale                   | Finale |
| Athlète                                                                                                  | Compétition                 | Temps Vitesse | Adversaire Temps Vitesse | Adversaire Temps Vitesse | Adversaire Temps Vitesse | Adversaire Temps Vitesse | Rang   |
| --- | --------------------------- | ------------- | ------------------------ | ------------------------ | ------------------------ | ------------------------ | ------ |
| Robert Förstemann                                                                                        | Vitesse individuelle hommes |               |                          |                          |                          |                          |        |
| René Enders Maximilian Levy Stefan Nimke remplacé par Robert Förstemann avant le début de la compétition | Vitesse par équipes hommes  |               | NC                       |                          | NC                       |                          |        |
| Kristina Vogel                                                                                           | Vitesse individuelle femmes |               |                          |                          |                          |                          |        |
| Kristina Vogel Miriam Welte                                                                              | Vitesse par équipes femmes  |               | NC                       |                          | NC                       |                          |        |

Keirin
| Athlète         | Compétition   | 1er tour | Repêchage | 2e tour | Finale |
| Athlète         | Compétition   | Rang     | Rang      | Rang    | Rang   |
| --------------- | ------------- | -------- | --------- | ------- | ------ |
| Maximilian Levy | Keirin hommes |          |           |         |        |
| Kristina Vogel  | Keirin femmes |          |           |         |        |

Poursuite
| Athlète                                                       | Compétition                  | Qualification | Qualification | Demi-finales        | Demi-finales | Finale              | Finale |
| Athlète                                                       | Compétition                  | Temps         | Rang          | Adversaire Résultat | Rang         | Adversaire Résultat | Rang   |
| ------------------------------------------------------------- | ---------------------------- | ------------- | ------------- | ------------------- | ------------ | ------------------- | ------ |
| Judith Arndt Charlotte Becker Lisa Brennauer Madeleine Sandig | Poursuite par équipes femmes |               |               |                     |              |                     |        |

Omnium
| Athlète     | Compétition   | Tour lancé | Tour lancé | Course aux points | Course aux points | Élimination | Poursuite           | Poursuite | Scratch | Scratch | Contre-la-montre | Contre-la-montre | Total | Rang |
| Athlète     | Compétition   | Temps      | Rang       | Points            | Rang              | Rang        | Adversaire Résultat | Temps     | Rang    | Temps   | Rang             | Rang             | Total | Rang |
| ----------- | ------------- | ---------- | ---------- | ----------------- | ----------------- | ----------- | ------------------- | --------- | ------- | ------- | ---------------- | ---------------- | ----- | ---- |
| Roger Kluge | Omnium hommes |            |            |                   |                   |             |                     |           |         |         |                  |                  |       |      |

### VTT
| Athlète           | Compétition              | Temps | Rang |
| ----------------- | ------------------------ | ----- | ---- |
| Manuel Fumic      | Cross-country VTT hommes |       |      |
| Robert Förstemann | Cross-country VTT hommes |       |      |
| Moritz Milatz     | Cross-country VTT hommes |       |      |
| Adelheid Morath   | Cross-country VTT femmes |       |      |
| Sabine Spitz      | Cross-country VTT femmes |       |      |

### BMX
| Athlète        | Compétition | Qualifications | Qualifications | Quarts de finale | Quarts de finale | Demi-finales | Demi-finales | Finale   | Finale |
| Athlète        | Compétition | Résultat       | Rang           | Résultat         | Rang             | Résultat     | Rang         | Résultat | Rang   |
| -------------- | ----------- | -------------- | -------------- | ---------------- | ---------------- | ------------ | ------------ | -------- | ------ |
| Maik Baier     | BMX hommes  |                |                |                  |                  |              |              |          |        |
| Luis Brethauer | BMX hommes  |                |                |                  |                  |              |              |          |        |

## Équitation

### Concours complet
| Athlète                                                               | Cheval         | Compétition | Dressage  | Dressage | Cross-country | Cross-country | Saut d'obstacles | Saut d'obstacles | Saut d'obstacles | Saut d'obstacles | Total     | Total |
| Athlète                                                               | Cheval         | Compétition | Dressage  | Dressage | Cross-country | Cross-country | Qualification    | Qualification    | Finale           | Finale           | Total     | Total |
| Athlète                                                               | Cheval         | Compétition | Pénalités | Rang     | Pénalités     | Rang          | Pénalités        | Rang             | Pénalités        | Rang             | Pénalités | Rang  |
| --------------------------------------------------------------------- | -------------- | ----------- | --------- | -------- | ------------- | ------------- | ---------------- | ---------------- | ---------------- | ---------------- | --------- | ----- |
| Sandra Auffarth                                                       | Opgun Louvo    | Individuel  | 40,00     | 7e       | 44,80         | 8e            | 44,80            | 5e               | 44,80            | 3e               | 44,80     | 3e    |
| Michael Jung                                                          | Sam            | Individuel  | (40,60)   | 11e      | 40,60         | 4e            | 40,60            | 2e               | 40,60            | 1er              | 40,60     | 1er   |
| Ingrid Klimke                                                         | Butts Abraxxas | Individuel  | 39,30     | 4e       | 39,30         | 1er           | 48,30            | 8e               | Ret.             | 25e              | -         | 25e   |
| Dirk Schrade                                                          | King Artus     | Individuel  | 39,80     | 6e       | (50,60)       | 17e           | (50,60)          | 10e (éliminé)    | –                | –                | –         | –     |
| Peter Thomsen                                                         | Barny          | Individuel  | (58,50)   | 58e      | (63,70)       | 33e           | (71,70)          | 30e (éliminé)    | –                | –                | –         | –     |
| Sandra Auffarth Michael Jung Ingrid Klimke Dirk Schrade Peter Thomsen | Voir ci-dessus | Par équipes | 119,10    | 1er      | 124,70        | 1er           | 133,70           | 1er              | NC               | NC               | NC        | NC    |

### Dressage
| Anabel Balkenhol                                        | Dablino        | Individuel  | 70,976 | 24e | 73,032 | 19e (éliminée) | –      | –  |    |    |
| Helen Langehanenberg                                    | Damon Hill     | Individuel  | 81,140 | 3e  | 78,937 | 4e             | 84,303 | 4e |    |    |
| Dorothee Schneider                                      | Diva Royal     | Individuel  | 76,277 | 8e  | 77,571 | 6e             | 81,661 | 7e |    |    |
| Kristina Sprehe                                         | Desperados     | Individuel  | 79,119 | 4e  | 76,254 | 7e             | 81,375 | 8e |    |    |
| Helen Langehanenberg Dorothee Schneider Kristina Sprehe | Voir ci-dessus | Par équipes | 78,845 | 2e  | 78,216 | 2e             | NC     | NC | NC | NC |

### Saut d'obstacles
| Athlète                                                                           | Cheval         | Compétition | Qualification | Qualification | Qualification | Qualification | Qualification  | Qualification | Qualification | Qualification  | Finale    | Finale         | Finale    | Finale   | Total     | Total |
| Athlète                                                                           | Cheval         | Compétition | 1er tour      | 1er tour      | 2e tour       | 2e tour       | 2e tour        | 3e tour       | 3e tour       | 3e tour        | Finale A  | Finale A       | Finale B  | Finale B | Total     | Total |
| Athlète                                                                           | Cheval         | Compétition | Pénalités     | Rang          | Pénalités     | Total         | Rang           | Pénalités     | Total         | Rang           | Pénalités | Rang           | Pénalités | Rang     | Pénalités | Rang  |
| --------------------------------------------------------------------------------- | -------------- | ----------- | ------------- | ------------- | ------------- | ------------- | -------------- | ------------- | ------------- | -------------- | --------- | -------------- | --------- | -------- | --------- | ----- |
| Christian Ahlmann                                                                 | Codex One      | Individuel  | (15)          | 69e (éliminé) | 4             | 19            | (éliminé)      | –             | –             | –              | –         | –              | –         | –        | –         | –     |
| Marcus Ehning                                                                     | Plot Blue      | Individuel  | 1             | 33e           | 4             | 5             | 27e            | 0             | 5             | 7e             | 0         | 1er            | 9         | 12e      | 9         | 12e   |
| Janne Friederike Meyer                                                            | Lambrasco      | Individuel  | 0             | 1er           | 4             | 4             | 17e            | 17            | 21            | 41e (éliminée) | –         | –              | –         | –        | –         | –     |
| Meredith Michaels-Beerbaum                                                        | Bella Donna    | Individuel  | 0             | 1er           | (8)           | 8             | 31e            | 1             | 9             | 22e            | 8         | 23e (éliminée) | –         | –        | –         | –     |
| Christian Ahlmann Marcus Ehning Janne Friederike Meyer Meredith Michaels-Beerbaum | Voir ci-dessus | Par équipes | 1             | 5e            | 12            | 13            | 10e (éliminée) | –             | –             | –              | –         | –              | –         | –        | –         | –     |

## Escrime
Hommes
| Athlète                                             | Compétition         | 1/32 de finale   | 1/16 de finale   | 1/8 de finale    | Quarts de finale | Demi-finales     | Finale           | Finale |
| Athlète                                             | Compétition         | Adversaire Score | Adversaire Score | Adversaire Score | Adversaire Score | Adversaire Score | Adversaire Score | Rang   |
| --------------------------------------------------- | ------------------- | ---------------- | ---------------- | ---------------- | ---------------- | ---------------- | ---------------- | ------ |
| Jörg Fiedler                                        | Épée individuelle   |                  |                  |                  |                  |                  |                  |        |
| Sebastian Bachmann                                  | Fleuret individuel  |                  |                  |                  |                  |                  |                  |        |
| Peter Joppich                                       | Fleuret individuel  |                  |                  |                  |                  |                  |                  |        |
| Benjamin Kleibrink                                  | Fleuret individuel  |                  |                  |                  |                  |                  |                  |        |
| Sebastian Bachmann Peter Joppich Benjamin Kleibrink | Fleuret par équipes | NC               | NC               | NC               |                  |                  |                  |        |
| Max Hartung                                         | Sabre individuel    |                  |                  |                  |                  |                  |                  |        |
| Nicolas Limbach                                     | Sabre individuel    |                  |                  |                  |                  |                  |                  |        |
| Benedikt Wagner                                     | Sabre individuel    |                  |                  |                  |                  |                  |                  |        |
| Max Hartung Nicolas Limbach Benedikt Wagner         | Sabre par équipes   | NC               | NC               | NC               |                  |                  |                  |        |

Femmes
| Athlète                                         | Compétition        | 1/32 de finale   | 1/16 de finale   | 1/8 de finale    | Quarts de finale | Demi-finales     | Finale           | Finale |
| Athlète                                         | Compétition        | Adversaire Score | Adversaire Score | Adversaire Score | Adversaire Score | Adversaire Score | Adversaire Score | Rang   |
| ----------------------------------------------- | ------------------ | ---------------- | ---------------- | ---------------- | ---------------- | ---------------- | ---------------- | ------ |
| Imke Duplitzer                                  | Épée individuelle  |                  |                  |                  |                  |                  |                  |        |
| Britta Heidemann                                | Épée individuelle  |                  |                  |                  |                  |                  |                  |        |
| Monika Sozanska                                 | Épée individuelle  |                  |                  |                  |                  |                  |                  |        |
| Imke Duplitzer Britta Heidemann Monika Sozanska | Épée par équipes   | NC               | NC               | NC               |                  |                  |                  |        |
| Carolin Golubytskyi                             | Fleuret individuel |                  |                  |                  |                  |                  |                  |        |
| Alexandra Bujdoso                               | Sabre individuel   |                  |                  |                  |                  |                  |                  |        |

## Gymnastique

### Artistique
Hommes
| Athlète                                                                   | Compétition | Appareils | Appareils | Appareils | Appareils | Appareils | Appareils | Qualification | Qualification | Appareils | Appareils | Appareils | Appareils | Appareils | Appareils | Finale | Finale |
| Athlète                                                                   | Compétition | S         | CA        | A         | SC        | BP        | BF        | Total         | Rang          | S         | CA        | A         | SC        | BP        | BF        | Total  | Rang   |
| ------------------------------------------------------------------------- | ----------- | --------- | --------- | --------- | --------- | --------- | --------- | ------------- | ------------- | --------- | --------- | --------- | --------- | --------- | --------- | ------ | ------ |
| Philipp Boy                                                               | Individuel  | 14,766    | 14,333    | 14,166    | 15,700    | 14,933    | 13,800    | 87,698        | 17            |           |           |           |           |           |           |        |        |
| Fabian Hambüchen                                                          | Individuel  | 15,133    | 14,100    | 14,766    | 15,833    | 15,300    | 15,633    | 90,765        | 3             |           |           |           |           |           |           |        |        |
| Sebastian Krimmer                                                         | Individuel  |           | 14,833    |           |           | 14,633    | 14,600    | -             | -             |           |           |           |           |           |           |        |        |
| Marcel Nguyen                                                             | Individuel  | 15,433    | 13,900    | 15,100    | 14,875    | 15,525    | 15,000    | 89,833        | 7             |           |           |           |           |           |           |        |        |
| Andreas Toba                                                              | Individuel  | 13,133    |           | 14,900    | 15,000    |           |           | -             | -             |           |           |           |           |           |           |        |        |
| Philipp Boy Fabian Hambüchen Sebastian Krimmer Marcel Nguyen Andreas Toba | Par équipes |           |           |           |           |           |           |               |               |           |           |           |           |           |           |        |        |

Femmes
| Athlète                                                                 | Compétition | Appareils | Appareils | Appareils | Appareils | Qualification | Qualification | Appareils | Appareils | Appareils | Appareils | Finale | Finale |
| Athlète                                                                 | Compétition | S         | SC        | BA        | P         | Total         | Rang          | S         | SC        | BA        | P         | Total  | Rang   |
| ----------------------------------------------------------------------- | ----------- | --------- | --------- | --------- | --------- | ------------- | ------------- | --------- | --------- | --------- | --------- | ------ | ------ |
| Janine Berger                                                           | Individuel  |           |           |           |           | -             | -             |           |           |           |           |        |        |
| Kim Bùi                                                                 | Individuel  |           |           |           |           | -             | -             |           |           |           |           |        |        |
| Oksana Chusovitina                                                      | Individuel  |           |           |           |           | -             | -             |           |           |           |           |        |        |
| Nadine Jarosch                                                          | Individuel  |           |           |           |           | 52,965        | 35            |           |           |           |           |        |        |
| Elisabeth Seitz                                                         | Individuel  |           |           |           |           | 56,466        | 14            |           |           |           |           |        |        |
| Janine Berger Kim Bùi Oksana Chusovitina Nadine Jarosch Elisabeth Seitz | Par équipes |           |           |           |           |               |               |           |           |           |           |        |        |

### Rythmique
| Athlète                  | Compétition | Qualification | Qualification | Qualification | Qualification | Qualification | Qualification | Finale  | Finale | Finale | Finale | Finale | Finale |
| Athlète                  | Compétition | Cerceau       | Ballon        | Massue        | Ruban         | Total         | Rang          | Cerceau | Ballon | Massue | Ruban  | Total  | Rang   |
| ------------------------ | ----------- | ------------- | ------------- | ------------- | ------------- | ------------- | ------------- | ------- | ------ | ------ | ------ | ------ | ------ |
| Jana Berezko-Marggrander | Individuel  |               |               |               |               |               |               |         |        |        |        |        |        |

| Athlète                                                                                | Compétition | Qualification | Qualification       | Qualification | Qualification | Finale    | Finale              | Finale | Finale |
| Athlète                                                                                | Compétition | 5 ballons     | 3 rubans 2 cerceaux | Total         | Rang          | 5 ballons | 3 rubans 2 cerceaux | Total  | Rang   |
| -------------------------------------------------------------------------------------- | ----------- | ------------- | ------------------- | ------------- | ------------- | --------- | ------------------- | ------ | ------ |
| Mira Bimperling Nicole Müller Camilla Pfeffer Cathrin Puhl Sara Radman Regina Sergeeva | Par équipes |               |                     |               |               |           |                     |        |        |

### Trampoline
| Athlète        | Compétition | Séries | Séries | Finale | Finale |
| Athlète        | Compétition | Score  | Rang   | Score  | Rang   |
| -------------- | ----------- | ------ | ------ | ------ | ------ |
| Henrik Stehlik | Hommes      |        |        |        |        |
| Anna Dogonadze | Femmes      |        |        |        |        |

## Judo
Hommes
| Athlète            | Compétition     | 1/32 de finale      | 1/16 de finale      | 1/8 de finale       | Quarts de finale    | Demi-finales        | Repêchage 1         | Repêchage 2         | Finale              | Finale |
| Athlète            | Compétition     | Adversaire Résultat | Adversaire Résultat | Adversaire Résultat | Adversaire Résultat | Adversaire Résultat | Adversaire Résultat | Adversaire Résultat | Adversaire Résultat | Rang   |
| ------------------ | --------------- | ------------------- | ------------------- | ------------------- | ------------------- | ------------------- | ------------------- | ------------------- | ------------------- | ------ |
| Tobias Englmaier   | Moins de 60 kg  |                     |                     |                     |                     |                     |                     |                     |                     |        |
| Christopher Völk   | Moins de 73 kg  |                     |                     |                     |                     |                     |                     |                     |                     |        |
| Ole Bischof        | Moins de 81 kg  | NC                  |                     |                     |                     |                     |                     |                     |                     |        |
| Christophe Lambert | Moins de 90 kg  | NC                  |                     |                     |                     |                     |                     |                     |                     |        |
| Dimitri Peters     | Moins de 100 kg | NC                  |                     |                     |                     |                     |                     |                     |                     |        |
| Andreas Tölzer     | Plus de 100 kg  | NC                  |                     |                     |                     |                     |                     |                     |                     |        |

Femmes
| Athlète         | Compétition    | 1/16 de finale      | 1/8 de finale       | Quarts de finale    | Demi-finales        | Repêchage 1         | Repêchage 2         | Finale              | Finale |
| Athlète         | Compétition    | Adversaire Résultat | Adversaire Résultat | Adversaire Résultat | Adversaire Résultat | Adversaire Résultat | Adversaire Résultat | Adversaire Résultat | Rang   |
| --------------- | -------------- | ------------------- | ------------------- | ------------------- | ------------------- | ------------------- | ------------------- | ------------------- | ------ |
| Romy Tarangul   | Moins de 52 kg |                     |                     |                     |                     |                     |                     |                     |        |
| Miryam Roper    | Moins de 57 kg |                     |                     |                     |                     |                     |                     |                     |        |
| Claudia Malzahn | Moins de 63 kg |                     |                     |                     |                     |                     |                     |                     |        |
| Kerstin Thiele  | Moins de 70 kg |                     |                     |                     |                     |                     |                     |                     |        |
| Heide Wollert   | Plus de 78 kg  |                     |                     |                     |                     |                     |                     |                     |        |

## Tennis de table
Hommes
| Athlète                                     | Compétition | Tour préliminaire | 1er tour         | 2e tour          | 3e tour          | 4e tour          | Quarts de finale | Demi-finales     | Finale           | Finale |
| Athlète                                     | Compétition | Adversaire Score  | Adversaire Score | Adversaire Score | Adversaire Score | Adversaire Score | Adversaire Score | Adversaire Score | Adversaire Score | Rang   |
| ------------------------------------------- | ----------- | ----------------- | ---------------- | ---------------- | ---------------- | ---------------- | ---------------- | ---------------- | ---------------- | ------ |
| Timo Boll                                   | Simple      |                   |                  |                  |                  |                  |                  |                  |                  |        |
| Dimitrij Ovtcharov                          | Simple      |                   |                  |                  |                  |                  |                  |                  |                  |        |
| Timo Boll Dimitrij Ovtcharov Bastian Steger | Par équipes | NC                |                  | NC               | NC               | NC               |                  |                  |                  |        |

Femmes
| Athlète                                     | Compétition | Tour préliminaire | 1er tour         | 2e tour          | 3e tour          | 4e tour          | Quarts de finale | Demi-finales     | Finale           | Finale |
| Athlète                                     | Compétition | Adversaire Score  | Adversaire Score | Adversaire Score | Adversaire Score | Adversaire Score | Adversaire Score | Adversaire Score | Adversaire Score | Rang   |
| ------------------------------------------- | ----------- | ----------------- | ---------------- | ---------------- | ---------------- | ---------------- | ---------------- | ---------------- | ---------------- | ------ |
| Wu Jiaduo                                   | Simple      |                   |                  |                  |                  |                  |                  |                  |                  |        |
| Kristin Silbereisen                         | Simple      |                   |                  |                  |                  |                  |                  |                  |                  |        |
| Irene Ivancan Wu Jiaduo Kristin Silbereisen | Par équipes | NC                |                  | NC               | NC               | NC               |                  |                  |                  |        |

## Tir
Hommes
| Athlète          | Compétition                  | Qualification | Qualification | Finale | Finale |
| Athlète          | Compétition                  | Points        | Rang          | Points | Rang   |
| ---------------- | ---------------------------- | ------------- | ------------- | ------ | ------ |
| Karsten Bindrich | Trap                         |               |               |        |        |
| Daniel Brodmeier | Carabine à 50 m 3 positions  |               |               |        |        |
| Daniel Brodmeier | Carabine à 50 m tir couché   |               |               |        |        |
| Ralf Buchheim    | Skeet                        |               |               |        |        |
| Maik Eckhardt    | Carabine à 50 m 3 positions  |               |               |        |        |
| Maik Eckhardt    | Carabine à 50 m tir couché   |               |               |        |        |
| Julian Justus    | Carabine à 10 m air comprimé |               |               |        |        |
| Tino Mohaupt     | Carabine à 10 m air comprimé |               |               |        |        |
| Christian Reitz  | Pistolet à 25 m tir rapide   |               |               |        |        |
| Florian Schmidt  | Pistolet à 50 m              |               |               |        |        |
| Florian Schmidt  | Pistolet à 10 m air comprimé |               |               |        |        |
| Ralf Schumann    | Pistolet à 25 m tir rapide   |               |               |        |        |

Femmes
| Athlète                   | Compétition                  | Qualification | Qualification | Finale | Finale |
| Athlète                   | Compétition                  | Points        | Rang          | Points | Rang   |
| ------------------------- | ---------------------------- | ------------- | ------------- | ------ | ------ |
| Munkhbayar Dorjsuren      | Pistolet à 25 m              |               |               |        |        |
| Barbara Engleder          | Carabine 50 m 3 positions    |               |               |        |        |
| Beate Gauß                | Carabine à 10 m air comprimé |               |               |        |        |
| Jessica Mager             | Carabine à 10 m air comprimé |               |               |        |        |
| Sonja Pfeilschifter       | Carabine 50 m 3 positions    |               |               |        |        |
| Sonja Scheibl             | Pistolet à 10 m air comprimé |               |               |        |        |
| Sonja Scheibl             | Trap                         |               |               |        |        |
| Claudia Verdicchio-Krause | Pistolet à 10 m air comprimé |               |               |        |        |
| Claudia Verdicchio-Krause | Pistolet à 25 m              |               |               |        |        |
| Christine Wenzel          | Skeet                        |               |               |        |        |

## Tir à l'arc
| Athlète       | Compétition       | Tour préliminaire | Tour préliminaire | 1er tour         | 2e tour          | 3e tour          | Quarts de finale | Demi-finales     | Finale           | Finale |
| Athlète       | Compétition       | Score             | Rang              | Adversaire Score | Adversaire Score | Adversaire Score | Adversaire Score | Adversaire Score | Adversaire Score | Rang   |
| ------------- | ----------------- | ----------------- | ----------------- | ---------------- | ---------------- | ---------------- | ---------------- | ---------------- | ---------------- | ------ |
| Camilo Mayr   | Individuel hommes |                   |                   |                  |                  |                  |                  |                  |                  |        |
| Elena Richter | Individuel femmes |                   |                   |                  |                  |                  |                  |                  |                  |        |

## Volley-ball

### Beach-volley
| Athlète                       | Compétition      | Tour préliminaire                                                                        | Classement | Rattrapage         | Huitièmes de finale | Quarts de finale  | Demi-finales      | Finale            | Finale |
| Athlète                       | Compétition      | Adversaires Score                                                                        | Classement | Adversaires Score  | Adversaires Score   | Adversaires Score | Adversaires Score | Adversaires Score | Rang   |
| ----------------------------- | ---------------- | ---------------------------------------------------------------------------------------- | ---------- | ------------------ | ------------------- | ----------------- | ----------------- | ----------------- | ------ |
| Julius Brink Jonas Reckermann | Tournoi masculin | Poule C Prokopiev – Semenov (RUS) Wu – Xu (CHN) Chevallier – Heyer (SUI)                 | 1er        | NC                 |                     |                   |                   |                   |        |
| Jonathan Erdmann Kay Matysik  | Tournoi masculin | Poule E Pļaviņš – Šmēdiņš (LAT) Nummerdor – Schuil (NED) Hernández – Villafañe (VEN)     | 3e         | Kubala/Benes V 2-1 | Cerutti /Rego       | NC                | NC                | NC                | NC     |
| Sara Goller Laura Ludwig      | Tournoi féminin  | Poule E Bawden – Palmer (AUS) Antonelli – Antunes (BRA) Meppelink – van Gestel (NED)     |            |                    |                     |                   |                   |                   |        |
| Katrin Holtwick Ilka Semmler  | Tournoi féminin  | Poule A Háječková – Klapalová (CZE) Felisberta – França (BRA) Rigobert – Li Yuk Lo (MRI) |            |                    |                     |                   |                   |                   |        |

### Volley-ball (indoor)

#### Tournoi masculin
Classement
Les quatre premières équipes de la poule sont qualifiées.
- Qualifiés pour les quarts de finale
- Éliminés

| # | Équipe     | Pts | J | G | Gt | Pt | P | Sp | Sc | Ratio | Pp | Pc | Ratio |
| 1 | États-Unis | 13  | 5 | 4 | 0  | 1  | 0 | 0  | 0  | MAX   | 0  | 0  |       |
| 2 | Brésil     | 11  | 5 | 3 | 1  | 0  | 1 | 0  | 0  | MAX   | 0  | 0  |       |
| 3 | Russie     | 11  | 5 | 3 | 1  | 0  | 1 | 0  | 0  | MAX   | 0  | 0  |       |
| 4 | Allemagne  | 5   | 5 | 1 | 1  | 0  | 3 | 0  | 0  | MAX   | 0  | 0  |       |
| 5 | Serbie     | 5   | 5 | 1 | 0  | 2  | 2 | 0  | 0  | MAX   | 0  | 0  |       |
| 6 | Tunisie    | 0   | 5 | 0 | 0  | 0  | 5 | 0  | 0  | MAX   | 0  | 0  |       |

Matchs